# Hadrotarsinae
Sous-famille
Hadrotarsinae est une sous-famille d'araignées de la famille Theridiidae.
Elle comprend les genres suivants :
- Anatea Berland, 1927
- Audifia Keyserling, 1884
- Dipoena Thorell, 1869
- Dipoenata Wunderlich, 1988
- Emertonella Bryant, 1945
- Euryopis Menge, 1868
- Eurypoena Wunderlich, 1992
- Gmogala Keyserling, 1890
- Guaraniella Baert, 1984
- Hadrotarsus Thorell, 1881
- Lasaeola Simon, 1881
- Trigonobothrys Simon, 1889
- Yaginumena Yoshida, 2002
- Yoroa Baert, 1984